# 源義基
參數所指定的目標頁面不存在，建議更正成存在頁面或直接建立下列一個頁面（建立前請先搜尋是否有合適的存在頁面可以取代）：
- 源義基 (清水冠者)

源義基（？—1180年（治承四年）），平安時代末期河內源氏的武將。他是源義家的第六子義時（陸奧六郎義時、一说陸奧五郎）的第三子，位階為從五位下。历任下总权守、武藏权守。他以河内源氏之祖的源赖信以来的根据地、河内国石川庄（大阪府羽曳野市）为依据，改苗字为「石川」。 
治承四年（1180年）冬，在以仁王的令旨号召下，全国的源氏武士纷纷起事。河内源氏因为根据地处于河内石川，近在京畿，被平清盛视为很大的威胁。于是清盛运用策略，引诱義基率领石川源氏的主力出击鳥羽（今京都市伏見区），然后一鼓包围，加以歼灭。当时已经老迈的義基身先士卒，英勇奋战，力竭而死。
義基之子源義兼以石川源氏之棟梁的身份参加了源平合战。他的子孫以石川氏的名号绵延于后世。